# Georges Noblemaire
Pour les articles homonymes, voir Noblemaire.
Georges Noblemaire, né le 27 décembre 1867 à Madrid (Espagne) et mort le 29 décembre 1923 à Paris, est un homme politique français.

## Biographie
Georges Noblemaire est le fils de Gustave Noblemaire et de Mathilde Deville.
Ancien élève de l'École polytechnique, membre du conseil d'administration de la Compagnie des chemins de fer de Paris à Lyon et à la Méditerranée (PLM), il est attaché militaire à Rome et quitte l'armée avec le grade de lieutenant-colonel. Il devient alors administrateur de la Compagnie des chemins de fer de Paris à Lyon et à la Méditerranée. 
Élu député des Hautes-Alpes de 1919 à 1923, il est inscrit au groupe des Républicains de gauche.
Il a laissé quelques essais politiques et récits de voyage.

## Sources
- « Georges Noblemaire », dans le Dictionnaire des parlementaires français (1889-1940), sous la direction de Jean Jolly, PUF, 1960 [détail de l’édition]